# Кан, Дэвид
Дэ́вид Кан (англ. David Kahn; 7 февраля 1930, Нью-Йорк, Нью-Йорк — 23 января 2024, Грейт-Нек, Нью-Йорк) — американский историк, писатель и криптограф, автор фундаментального труда по истории криптографии «Взломщики кодов», консультант Конгресса США по вопросам криптографии.

## Биография
Родился в Нью-Йорке в семье евреев-иммигрантов из Российской империи — Флоренс Кан (в девичестве Эбрахам, (1908—1989)), владелицы и президента основанной её отцом в 1914 году в Бруклине стекольной фабрики Harry Abraham Inc., и адвоката Джесси Кана (1903—2001).
Книга Кана «Взломщики кодов», вышедшая в 1967 году, хотя и не содержала сколько-нибудь новых открытий, подробно описывала имеющиеся на тот момент результаты в области криптографии, включала большой исторический материал, в том числе успешные случаи использования криптоанализа, а также некоторые сведения, которые правительство США полагало всё ещё секретными. Книга имела заметный коммерческий успех и познакомила с криптографией десятки тысяч людей. С этого момента в открытой печати постепенно стали появляться другие работы по криптографии.
Кан говорил, что он начал интересоваться криптографией после прочтения книги Флетчера Прэтта «Secret and Urgent» о кодах, шифрах и криптографии в детстве. Он является членом Американского сообщества криптологов, Международной ассоциации криптологических исследований, и Американского исторического сообщества.
Кан — один из основателей американского журнала «Cryptologia». В 1969 году женился на Сюзанне Филдер. У них двое детей: Оливер и Майкл.
Дэвид Кан учился в Бакнельском университете. После выпуска в течение нескольких лет он работал репортером в местной ежедневной газете «Newsday». В 1960 году написал статью для «Нью-Йорк Таймс», обнародовавшую двух перебежчиков из Агентства национальной безопасности. Эта статья послужила началом его монументального труда «Взломщики кодов».

## Взломщики кодов

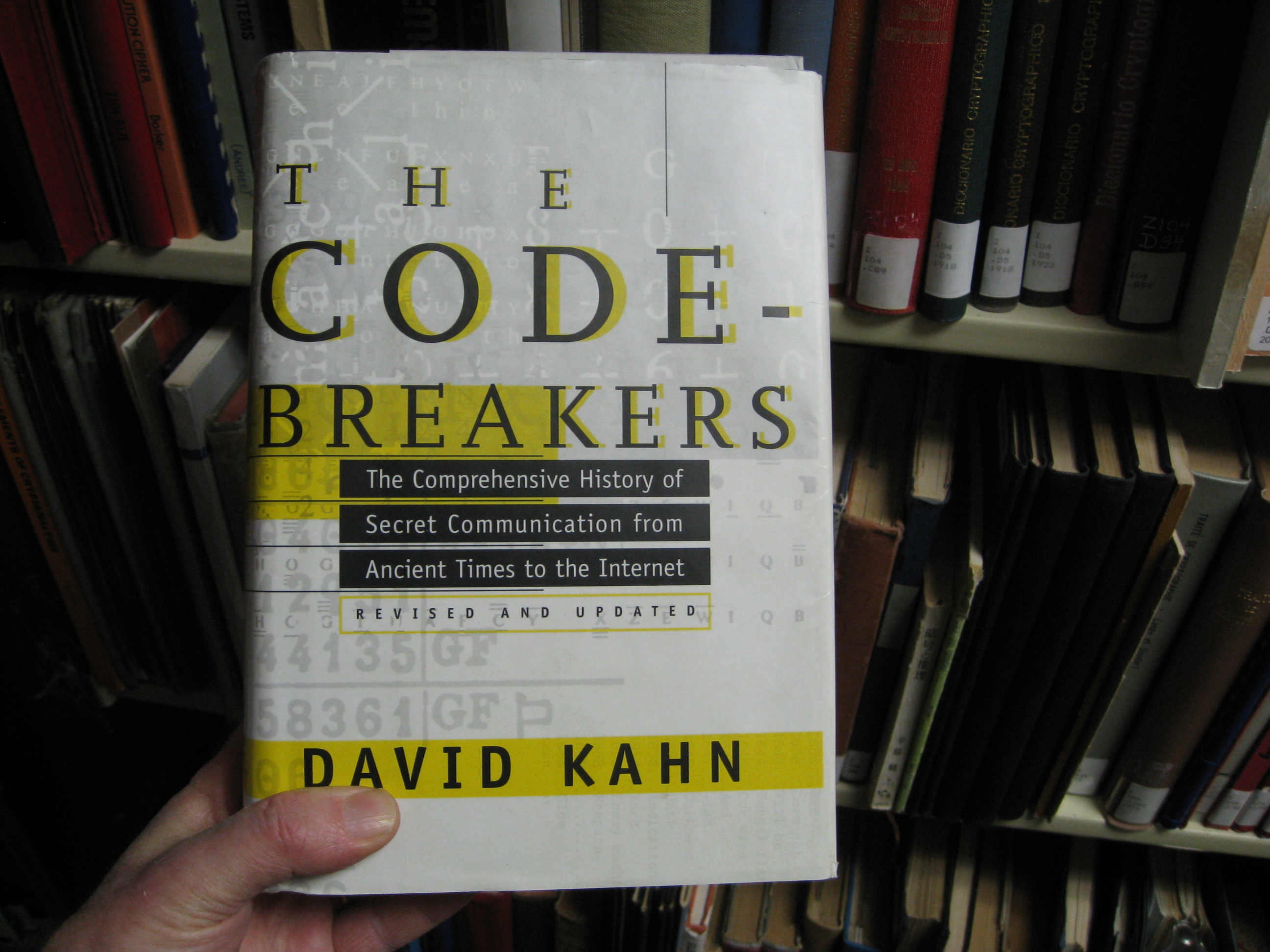

Книга «Взломщики кодов» подробно описывает историю криптографии со времен Древнего Египта до времени своего написания. Она часто расценивается как лучшее изложение истории криптографии до момента своей публикации. Большая доля правок, перевода с немецкого и конфиденциальной информации была внесена американским криптографом Брэдфордом Харди III (англ. Bradford Hardie III). Вильям Кровелл (англ. William Crowell), бывший заместитель директора Агентстве национальной безопасности был процитирован в Newsday: «До него (Кана) лучшее, что вы могли сделать — это купить справочник, который обычно слишком техничен и ужасно скучен.»
Кан, работавший тогда редактором «International Herald Tribune» в Париже, получил контракт на написание книги о кодах и криптографии в 1961. Начав писать её в свободное время, через 2 года он бросил работу, чтобы посвятить книге все своё время. Она включала в себя информацию об Агентстве национальной безопасности, и, согласно книге Джеймса Бэмфорда (англ. James Bamford) «The Puzzle Palace: a Report on America’s Most Secret Agency», Агентство пыталось предотвратить её публикацию, используя различные способы, в том числе и негативные обзоры работ Кана, чтобы опозорить его.
Совет Разведки Соединенных Штатов Америки заключил, что книга являлась «ценной поддержкой для иностранных органов коммуникационной безопасности» и рекомендовал «продолжать легальные сдерживающие действия, чтобы воспрепятствовать Кану, либо его возможным издателям». Издатель, а именно, «Macmillan Publishers», передал рукопись федеральному правительству для проверки без разрешения Кана 4 марта 1966 года. Кан и издательство затем согласились удалить некоторый материал, в том числе и часть, касающейся взаимоотношений между Агентством Национальной Безопасности и его английским соперником, Центром правительственной связи.
В книге «Взломщики кодов» не освещена большая часть истории, связанной со взломом немецкой Энигмы (так как это стало общественным достоянием только в 70-х, впрочем, это нашло подробное описание в книге «Seizing the Enigma»), как и наступление эпохи сильной общественной криптографии, начавшейся с изобретением криптосистемы с открытым ключом и определением DES в середине 70-х.
Книга была переиздана в 1996 и включила в себя главу, кратко описывающую события, прошедшие с момента первой публикации. Планируется её глубокая переработка и последующее издание в бумажном переплете.
«Взломщики кодов» стали финалистом в номинации Пулитцеровской премии «за нехудожественную литературу» в 1968.

## Последующая деятельность
Затем Кан решил заняться исследованием немецкой военной разведки во времена Второй мировой войны. Для этого он выучил немецкий, посетил военные архивы и за год исследовал и переговорил более, чем с сотней специалистов в Германии. После этого он стал старшим научным сотрудником в Оксфордском университете, где использовал результаты исследований для своей диссертации, и в 1974 защитил степень доктора философии в современной истории Германии, под руководством профессора современной истории Хью Тревор-Ропера. Книга «Hitler’s Spies» была опубликована в 1978.
После нескольких лет преподавания журналистики в Нью-Йоркском университете Кан вернулся в «Newsday», как редактор страниц публицистики. В 1991 была написана «Seizing the Enigma», рассказывающая о том, как Королевский военно-морской флот Великобритании захватил документы с немецких метеорологических кораблей, чтобы позволить британским криптоаналитикам прочитать перехваченные шифрограммы и помочь выиграть Битву за Атлантику. Несмотря на прошлые разногласия, связанными с книгой «Взломщики кодов», в 1995 Кан стал научным сотрудником в Агентстве Национальной Безопасности, где он написал биографию основателя американской криптографии, Герберта Ярдли (англ. Herbert O. Yardley) — «The Reader of Gentlemen’s Mail». Хотя АНБ и рассекретило свои документы о нём, этих технических и административных бумаг было недостаточно для биографии, поэтому Кан лично посетил родной город Ярдли в Индиане, и Лос-Анджелес, где он писал киносценарии, чтобы найти документы, раскрывающие его, как личность. В 1998 году Кан ушел из «Newsday». Он продолжал писать статьи на политическую и военную тематику, работал над однотомным исследованием американской разведки во время Второй мировой войны.
26 октября 2010 года Дэвид Кан пожертвовал Национальному музею криптологии свою коллекцию книг и материалов по криптологии. Коллекция размещена в библиотеке музея в Форт-Миде в Мэриленде и является внеоборотной (предметы не могут быть изъяты, либо отданы под залог, но фотографирование и фотокопирование экспонатов разрешено).
Кан жил в пригороде Нью-Йорка Грейт-Нек на Лонг-Айленде. Ранее он проживал в Вашингтоне (США), Париже (Франция), Фрайбурге (Германия) и Оксфорде (Англия).

## Цитаты
Множество человеческих потребностей и желаний, требующих сохранения тайны между двумя или большим количеством людей в обычной общественной жизни, неминуемо должны привести к криптологии, покуда люди развиваются и пишут («Взломщики кодов»).

## Публикации
- Plaintext in the new unabridged: An examination of the definitions on cryptology in Webster’s Third New International Dictionary (Crypto Press 1963)
- The Codebreakers — The Story of Secret Writing (ISBN 978-0-684-83130-5) (1967)
- The Codebreakers — The Story of Secret Writing Revised edition (ISBN 978-0-684-83130-9) (1996)
- Cryptology goes Public (Council on Foreign Relations 1979)
- Notes & correspondence on the origin of polyalphabetic substitution (1980)
- Codebreaking in World Wars I and II: The major successes and failures, their causes and their effects (Cambridge University Press 1980)
- Kahn on Codes: Secrets of the New Cryptology (Macmillan 1984) (ISBN 978-0-02-560640-1)
- Cryptology: Machines, History and Methods by Cipher Deavours and David Kahn (Artech House 1989) (ISBN 978-0-89006-399-6)
- Seizing the Enigma: The Race to Break the German U-Boats Codes, 1939—1943 (Houghton Mifflin 1991) (ISBN 978-0-395-42739-2)
- Hitler’s Spies: German Military Intelligence in World War II (Da Capo Press 2000) (ISBN 978-0-306-80949-1)
- The Reader of Gentlemen’s Mail: Herbert O. Yardley and the Birth of American Codebreaking (Yale University Press 2004) (ISBN 978-0-300-09846-4)